# Nadolnik (Białogarda)
Nadolnik – część wsi Białogarda w Polsce, położona w województwie pomorskim, w powiecie lęborskim, w gminie Wicko.
W latach 1975–1998 Nadolnik położony był w województwie słupskim.